# 北海道道66号岩内洞爺線
北海道道66号岩内洞爺線（ほっかいどうどう66ごう いわないとうやせん）は、北海道岩内町と洞爺湖町を結ぶ道道（主要地方道）である。岩内町とニセコ町の間は「ニセコパノラマライン」の別名で呼ばれる。

## 概要
北海道の日本海に面した積丹半島南西部の根元に位置する岩内郡岩内町から、南へニセコ積丹小樽海岸国定公園内にあるニセコ連峰を越えて、サミットが開催された洞爺湖町の洞爺湖とを結ぶ、延長約65キロメートル (km) の主要道道に指定される北海道道で、主な通過地は岩内郡共和町、虻田郡ニセコ町、真狩村、留寿都村である。留寿都村字留寿都から洞爺湖町大原にかけての約11 km区間は、上位路線の国道230号との重複区間である。主要道道ではあるが、共和町老古美と蘭越町字湯里の間は冬季通行止になる。岩内からニセコまでをつなぐ区間はニセコパノラマラインとよばれる山岳道路で、景観のよい変化に富んだドライブルートとしても知られる。

### 路線データ
- 起点：北海道岩内郡岩内町字万代（国道229号交点）
- 終点：北海道虻田郡洞爺湖町洞爺町（北海道道132号洞爺公園洞爺線、北海道道578号洞爺虻田線交点）
- 総延長：81.804 km[2]
- 実延長：70.535 km[2]
- 重用延長：11.269 km[2]

## 歴史
- 1963年（昭和38年）10月23日 - 456号として路線認定[3]。
- 1993年（平成5年）5月11日 - 建設省から、道道岩内洞爺線が岩内洞爺線として主要地方道に指定される[4]。
- 1994年（平成6年）10月1日 - 路線番号を66号に変更[5]。

## 路線状況

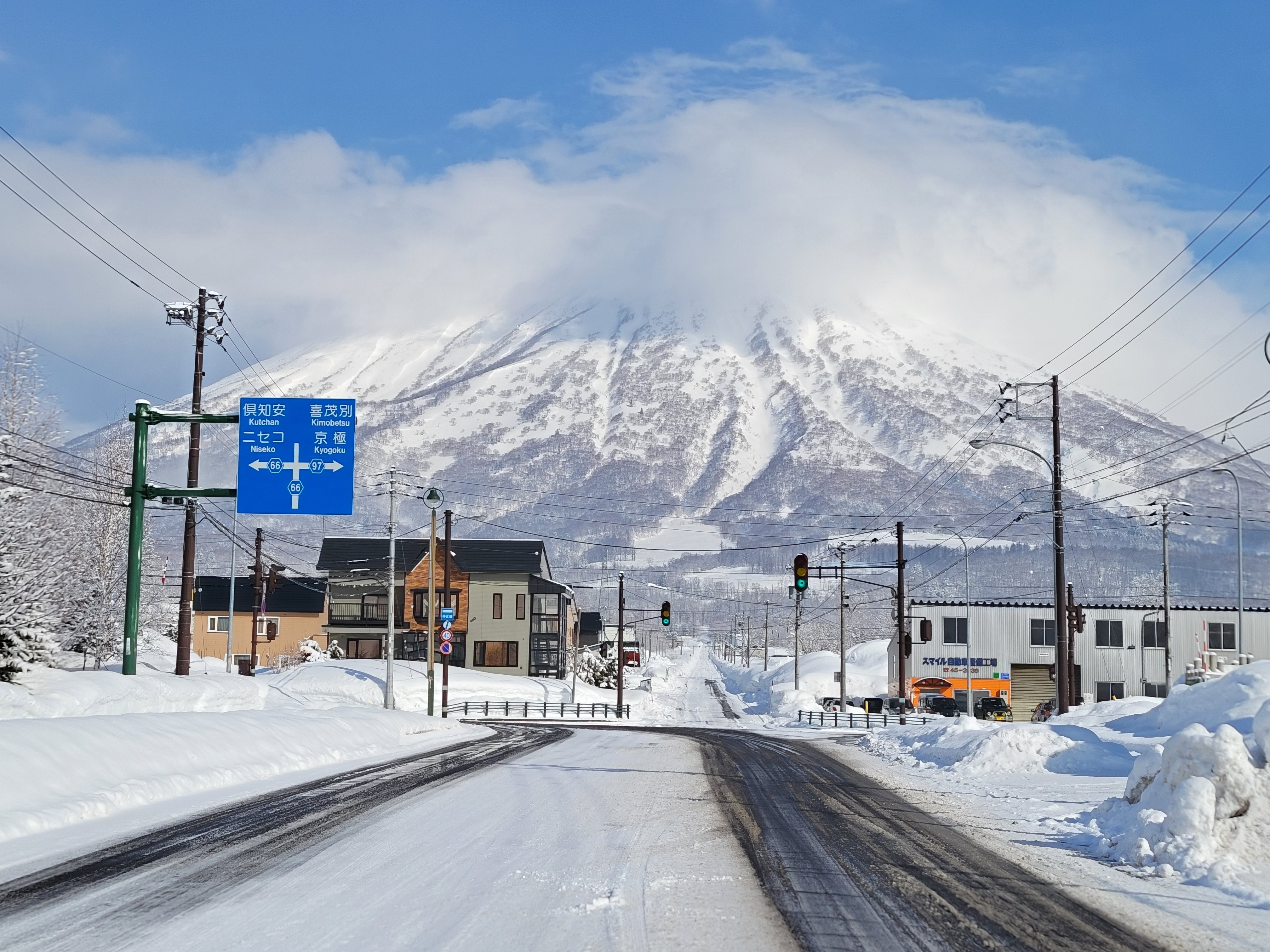
虻田郡真狩村にて。前方に羊蹄山が見える。

### 通称
- ニセコパノラマライン
岩内町から共和町、磯谷郡蘭越町を経てニセコ町とを結ぶ山岳ルートの通称。ニセコ連峰のチセヌプリ峠（標高832 m）を越えるワインディングロードで[6]、頂上よりも岩内側にヘアピンカーブが連続する区間がある[1]。またニセコ側は、ヘアピンカーブを長い道路でつないだ構成となっている[1]。アンヌプリをはじめとするニセコ連峰を目の前にでき[6]、周囲はシラカバの木々の森林地帯である[1]。

### 重複区間
- 北海道道268号岩内蘭越線（岩内町万代 - 共和町老古美）
- 北海道道343号蘭越ニセコ倶知安線（ニセコ町字曽我）
- 北海道道792号ニセコ停車場線（ニセコ町字中央通 - ニセコ町字本通）
- 北海道道97号豊浦京極線（真狩村字社 - 真狩村字真狩）
- 北海道道257号留寿都喜茂別線（留寿都村字留寿都）
- 国道230号（留寿都村字留寿都 - 洞爺湖町大原）

### 道路施設

#### 主な橋梁
- ニセコ大橋（尻別川・JR北海道函館本線、ニセコ町字曽我 - ニセコ町字中央通）

#### 道の駅
- 道の駅ニセコビュープラザ（ニセコ町字元町、登録は国道5号）
- 道の駅真狩フラワーセンター（真狩村字光）

## 地理
道南の観光地で「道南の楽園」ともいわれるニセコ高原を南北に越えるニセコパノラマラインでは、ニセコ側で羊蹄山やニセコ連峰の眺望、岩内側で弧を描く日本海の海岸線や積丹半島までの展望が楽しめる観光道路で知られる。沿道にニセコ山系の湿原で美しさに定評ある神仙沼があり、道路わきの駐車場から散策路で結ばれる。ニセコ町の東には蝦夷富士とよばれる羊蹄山（標高1898 m）があり、道は羊蹄山の南西側に広がる裾野を走る。

### 通過する自治体
- 後志総合振興局
  - 岩内郡岩内町
  - 岩内郡共和町
  - 磯谷郡蘭越町
  - 虻田郡ニセコ町
  - 虻田郡真狩村
  - 虻田郡留寿都村
- 胆振総合振興局
  - 虻田郡洞爺湖町

### 交差する道路
岩内町
- 国道229号 - 万代（起点）
- 北海道道840号野束清住線 - 高台

共和町

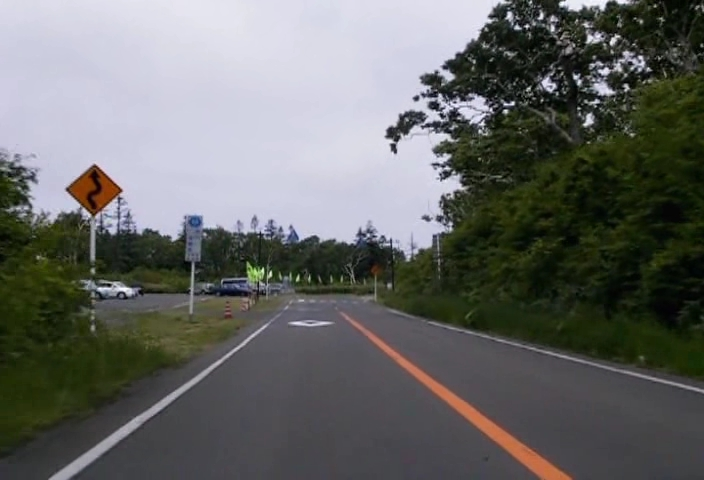
道道66号（共和町 神仙沼）

- 北海道道604号老古美小沢停車場線 - 老古美
- 北海道道268号岩内蘭越線 - 老古美

蘭越町
- 北海道道58号倶知安ニセコ線 - 湯里
- 北海道道207号昆布停車場ニセコ線 - 湯里

ニセコ町
- 北海道道343号蘭越ニセコ倶知安線 -曽我
- 北海道道792号ニセコ停車場線 - 中央通、本通（重複）
- 国道5号 - 元町
- 北海道道230号三ノ原ニセコ線 - 元町

真狩村
- 北海道道97号豊浦京極線 - 社
- 北海道道230号三ノ原ニセコ線 - 真狩
- 北海道道97号豊浦京極線 - 真狩

留寿都村
- 北海道道257号留寿都喜茂別線 - 留寿都
- 国道230号 - 留寿都

洞爺湖町
- 国道230号 - 大原
- 北海道道132号洞爺公園洞爺線 - 洞爺町（終点）
- 北海道道578号洞爺虻田線 - 洞爺町（終点）

### 沿線にある施設など
岩内町
- 岩内協会病院
- 岩内運動公園

共和町
- 神仙沼

蘭越町
- ニセコ湯本温泉
  - 国民宿舎雪秩父
- 蘭越町チセヌプリスキー場

ニセコ町
- ニセコ昆布温泉
- ニセコモイワスキーリゾート
- ニセコアンヌプリ国際スキー場
- 曽我北栄環状列石

真狩村
- 歌う細川たかし記念碑
- 北海道真狩高等学校

留寿都村
- ルスツ温泉

洞爺湖町
- 洞爺温泉病院
- 武四郎坂